# Epicauta purpureiceps
Epicauta purpureiceps es una especie de coleóptero de la familia Meloidae.

## Distribución geográfica
Habita en Argentina.